# Desafio Internacional de Vale Tudo
O Desafio Internacional de Vale Tudo foi um evento de vale-tudo que ocorreu no dia 28 de agosto de 1995, no Maracanãzinho.

## O Desafio
Em 1995, Royce Gracie já havia conquistado três das primeiras quatro edições do UFC e consagrado o jiu-jitsu para o mundo. Com a hegemonia consolidada, foi criado o Desafio Internacional de Vale Tudo, que foi disputado no Maracanãzinho e tinha como principal favorito o bicampeão mundial de jiu-jitsu Amaury Bitetti. Porém, o protagonismo acabou ficando para um guarda municipal de 33 anos e que tinha a capoeira como seu carro-chefe. Sidney Gonçalves Freitas, ou Mestre Hulk, como é conhecido, nocauteou o faixa-preta na decisão do torneio em apenas 23 segundos e entrou para a história do templo das lutas.

### Lutadores
- Amaury Bitetti (jiu-jítsu)
- Mestre Hulk (capoeira)
- Rei Zulu (luta livre)
- James Adler (kickboxing e judô)
- Fernando de Oliveira (boxe)
- Rostan Lacerda (caratê e jiu-jítsu)
- José Geraldo da Silva (kung-fu, caratê e judô)
- Francisco Nonato (caratê)

### Confrontos
|  | Quartas de final         | Quartas de final |                          |       | Semifinais | Semifinais |  |  | Final | Final |
|  |                          |                  |                          |       |            |            |  |  |       |       |
|  |                          |                  |                          |       |            |            |  |  |       |       |
|  |                          |                  |                          |       |            |            |  |  |       |       |
|  | Amaury Bitetti           | SUB              |                          |       |            |            |  |  |       |       |
|  | Amaury Bitetti           | SUB              |                          |       |            |            |  |  |       |       |
|  | Francisco Nonato         | 3:57             |                          |       |            |            |  |  |       |       |
|  | Francisco Nonato         | 3:57             | Amaury Bitetti           | SUB   |            |            |  |  |       |       |
|  |                          |                  | Amaury Bitetti           | SUB   |            |            |  |  |       |       |
|  |                          | James Adler      | 1:51                     |       |            |            |  |  |       |       |
|  | James Adler              | James Adler      | 1:51                     | SUB   |            |            |  |  |       |       |
|  | James Adler              |                  |                          | SUB   |            |            |  |  |       |       |
|  | Fera Do Acari            | 0:46             |                          |       |            |            |  |  |       |       |
|  | Fera Do Acari            | 0:46             | Amaury Bitetti           | 0:23  |            |            |  |  |       |       |
|  |                          |                  | Amaury Bitetti           | 0:23  |            |            |  |  |       |       |
|  |                          | Mestre Hulk"     | TKO                      |       |            |            |  |  |       |       |
|  | Pedro "The Pedro" Otavio | Mestre Hulk"     | TKO                      | 11:54 |            |            |  |  |       |       |
|  | Pedro "The Pedro" Otavio |                  |                          | 11:54 |            |            |  |  |       |       |
|  | Rei Zulu                 | DQ               |                          |       |            |            |  |  |       |       |
|  | Rei Zulu                 | DQ               | Pedro "The Pedro" Otavio | DES   |            |            |  |  |       |       |
|  |                          |                  | Pedro "The Pedro" Otavio | DES   |            |            |  |  |       |       |
|  |                          | Mestre Hulk"     | 14:43                    |       |            |            |  |  |       |       |
|  | Mestre Hulk"             | Mestre Hulk"     | 14:43                    | DES   |            |            |  |  |       |       |
|  | Mestre Hulk"             |                  |                          | DES   |            |            |  |  |       |       |
|  | Rostan LAcerda           | 3:11             |                          |       |            |            |  |  |       |       |
|  | Rostan LAcerda           | 3:11             |                          |       |            |            |  |  |       |       |